# Escriba

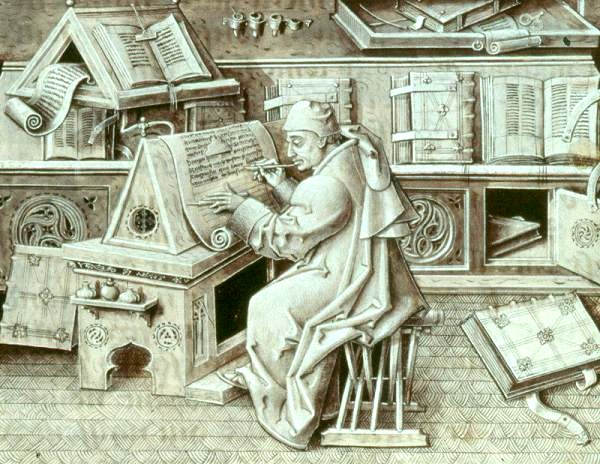
Jean Miélot, escriba europeu em seu escritório.

O escriba ou escrivão era aquele que, na Antiguidade e também durante a Idade Média, dominava a escrita e a usava para redigir as leis de sua região, a mando do governante, ou as normas de uma determinada religião, antes da invenção da prensa móvel. Também podia exercer as funções de contador, secretário, copista e arquivista. Na antiguidade, os escribas eram os profissionais que tinham a função de escrever textos, registrar dados numéricos, redigir leis, copiar e arquivar informações. Como poucas pessoas dominavam a arte da escrita, possuíam grande destaque social.

## O Egito Antigo

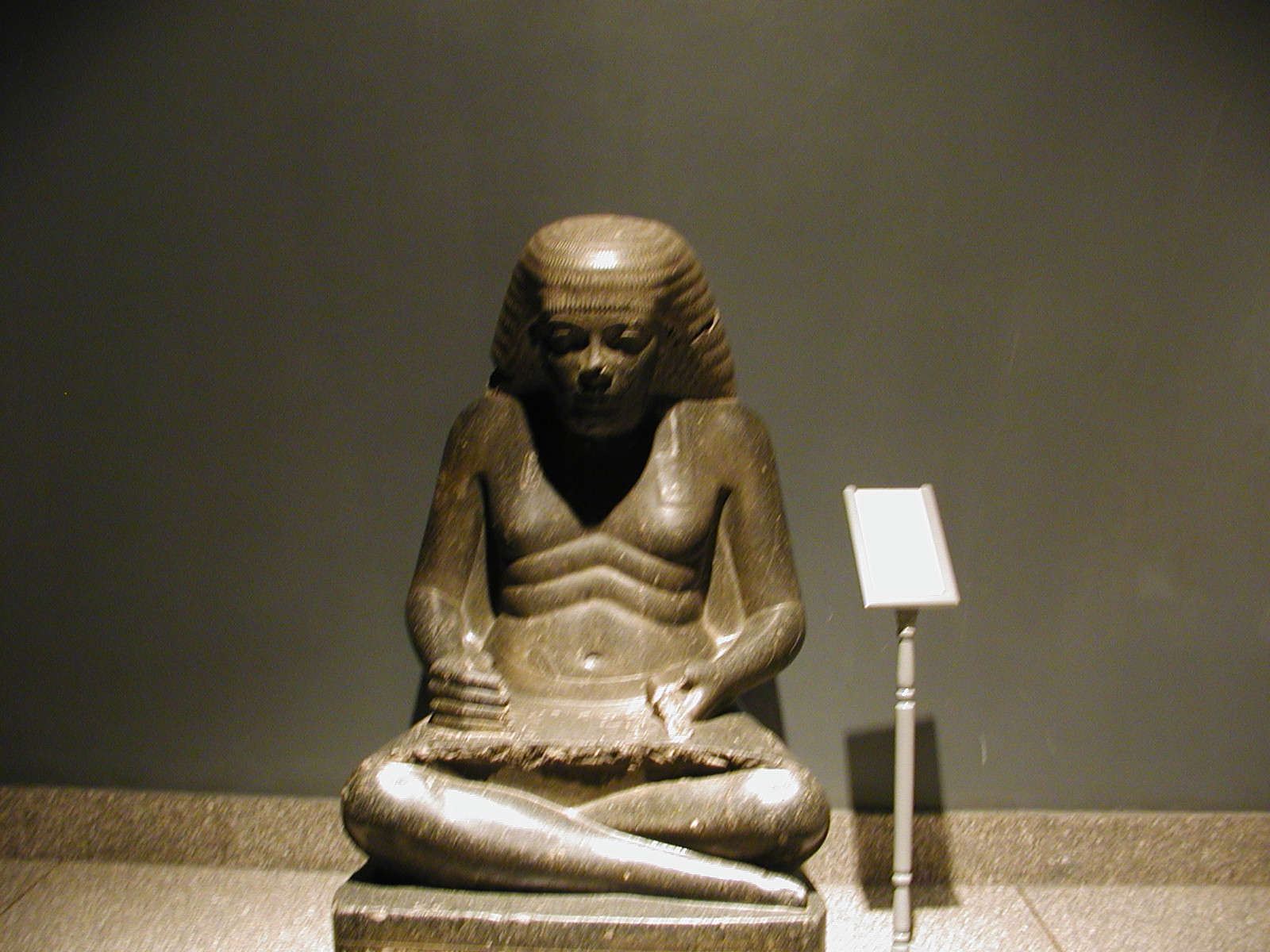
Escriba egípcio

O escriba do Antigo Egito, ou sesh, era uma pessoa educada nas artes da escrita (usando tanto escritas hieróglifas e hieráticas, e da segunda metade do primeiro milênio a.C. a escrita demótica foi usada também) e dena (aritmética). Filhos de escribas eram educados na mesma tradição escriba, enviados à escola e ao entrarem ao serviço civil, herdavam o mesmo cargo dos pais.
Muito do que é sabido do Antigo Egito provém das atividades dos escribas. Edifícios monumentais foram erigidos sob suas supervisões, atividades administrativas e econômicas eram documentadas por eles, e os contos das bocas das baixas classes egípcias ou de terras estrangeiras sobreviveram graças ao escribas.
Escribas também eram considerados parte da corte real e não eram obrigados a pagar tributos ou se juntar às forças armadas. A profissão do escriba possuía similares, como os pintores e artesãos que faziam decorações e outras relíquias com pinturas e textos hieróglifos. Um escriba era dispensado do trabalho manual pesado exigido às baixas classes.

## Escribas na Bíblia
Nos livros sagrados para os cristãos e judeus, o termo escriba refere-se aos chamados doutores e mestres, ou seja, homens especializados no estudo e na explicação da lei ou Torá. O termo aparece pela primeira vez no livro veterotestamentário de Esdras; os escribas eram bem sucedidos no que faziam e sabe-se que tinham grande influência e eram muito estimados pelo povo, tendo existido escribas partidários de diferentes correntes do judaísmo, tais como os fariseus (que eram a maioria), os saduceus e os essênios.

### História
Iniciaram sua atuação ainda no final do período do Antigo Testamento, durante e após o exílio babilônico, enquanto a figura do profeta desvanecia. Já no Novo Testamento, é possível verificar que a maioria dos escribas da época se opôs aos ensinamentos de Jesus, que os criticava duramente por causa do seu proceder excessivamente legalista e hipócrita, no mesmo contexto das críticas aos fariseus, a corrente majoritária dos escribas.
Após a destruição do templo de Jerusalém no ano 70 d.C., seguido do desaparecimento da figura do sacerdócio judaico, sua influência passaria a ser ainda maior no âmbito do judaísmo, no período tanaítico.

### Escribas de destaque
Alguns escribas ficariam famosos, tais como Hilel e Shamai (pouco antes de Cristo), tendo sido ambos líderes de tendências opostas na interpretação da lei, sendo menos rigoroso o primeiro e mais rigoroso o segundo.
Gamaliel, discípulo de Hilel, foi mestre de Paulo, tendo existido também outros escribas simpatizantes com os cristãos.